# 1798年10月24日の海戦
1798年10月24日の海戦（Action of 24 October 1798）は、フランス革命戦争中に起きた、イギリスのフリゲート艦とオランダの2隻の軍艦による小規模な戦闘である。オランダ艦は、出港後数時間で、テセル北西30海里（56キロ）の北海で、イギリス艦シリウスの妨害に遭った。2隻のオランダ艦は、いずれも軍需物資を積み、1798年のアイルランド暴動の支援部隊である、フランス軍兵士を乗せていた。この暴動は、すでにその一月前にイギリスから鎮圧されていたが、ヨーロッパ大陸にはこの知らせが届いておらず、オランダ軍は、10月の始めに、その前の派遣軍よりも大きな部隊を補充するつもりでいた。しかしフランス軍は、この時すでにトーリー島の海戦で完敗していた。2隻の艦が次々に、大型で装備の優れたイギリスに敗れるという、この時のフランスと似た敗北をオランダもたどることになった。
シリウスの艦長リチャード・キングは、10月24日の午前中にオランダ艦を発見した。2隻のオランダ艦の間は2海里（3.7キロ）離れており、このため互いの艦を支援することができなかった。シリウスは、小さい方のコルベット艦ワークザームハイトに狙いを定め、1時間もたたないうちにこの艦を追い抜いて、戦わずして降伏に持ち込んだ。次に、大きな方のフリゲート艦フリエに注意を向けたキングは、やはり速度を上げてこの艦に追いつき、激しい砲撃を浴びせた。フリエも応戦したものの、徒労に終わった。1時間半の戦闘の後、フリエも降伏し、この2隻はイギリスに拿捕されて、修理の後イギリス海軍のものとなった。オランダの敗戦により、ヨーロッパ大陸諸国による、最後のアイルランド上陸の試みに終止符が打たれ、この海戦は、アイルランド暴動最後の軍事行動となった。

## 歴史的背景
1789年のフランス革命を受けて、アイルランドでユナイテッド・アイリッシュメンという政治組織が結成された。この組織は、社会的地位や宗教に関係なくアイルランドへの共和政を受け入れ、イギリス政府の支配をアイルランドから取り除くことを目標に定めていた。1793年、フランス第一共和政と交戦状態に入ったイギリスから、不法組織と断定されたユナイテッド・アイリッシュメンは、地下活動を行って、組織の首脳の多くがヨーロッパまたはアメリカに出向いた。彼らはイギリスに対抗する武装勢力を募り続け、1796年にはフランスの執政政府を説得して、アイルランドへの大々的な侵入計画であるアイルランド遠征にこぎつけた。この遠征は大惨事に終わり、何千人ものフランス兵が溺死して、一人としてアイルランドに上陸できた者はいなかった。続いて、フランスの支配下にあるバタヴィア共和国、かつてのオランダ共和国が、説得を受けて、1797年10月にアイルランド遠征に乗り出したものの、キャンパーダウンの海戦で、艦隊がアダム・ダンカン提督指揮下のイギリス艦隊に阻まれ、完敗した。

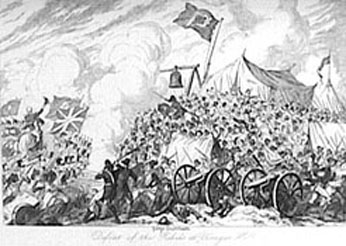
アイルランド暴動中のビネガーヒルの戦い。右がアイルランド軍、左がイギリス軍。

1798年5月、ユナイテッド・アイリッシュメンの指導者の多くが逮捕され、これがもとで、全国的な蜂起である1798年のアイルランド暴動が起こった。この暴動により、イギリス当局は不意を突かれたが、早急にイギリス陸軍の正規兵を導入してアイルランドの武装勢力を打ち負かし、9月末、バリナマックの戦いでのフランス部隊の降伏で、この暴動は幕を閉じた。フランス当局もこの蜂起には不意を突かれた形で、従って何の準備もしていなかった。当時アイルランドで作戦を展開していたイギリス軍は、人数でまさっており、フランスが派遣した部隊は、彼らに立ち向かうには不十分だった 。10月になっても、ヨーロッパ大陸にフランス軍敗北の知らせは届いておらず、2度目のアイルランド侵攻軍が出航した。フランスの遠征軍がブレストを出発するとすぐに、イギリス軍が近くで監視態勢に入り、1798年10月12日、フランス軍はトーリー島の海戦で敗北を喫した 。
暴動がアイルランドを席巻している間、オランダもユナイテッド・アイリッシュメンへの援軍を派遣するように説得されていたが、フランス同様、オランダも予期せぬ蜂起に何の準備もできておらず、10月24日になって、やっとアイルランドに軍を派遣した。オランダの軍艦は、兵士の乗艦と物資の積み込みを命じられていた。オランダが派遣したのは、バルトロミウス・プレッツ艦長指揮下の36門フリゲート艦のフリエと、マインデルト・ファン・ナイロプ艦長指揮下の24門コルベット艦のワークザイムハイトだった。遠征の指揮官はナイロプが務めた。この2隻は規模が小さくて装備も貧弱だったが、各々がアイルランドで任務に就く多くのフランス兵を乗艦させ、フリエには165人、ワークザイムハイトには122人が乗っていた。さらに、この2隻は武器6000点と、それ以外の物資を大量に積んでいた。これらは、フランスと合流予定の、アイルランドの非正規軍のためのものだった。

## 戦闘

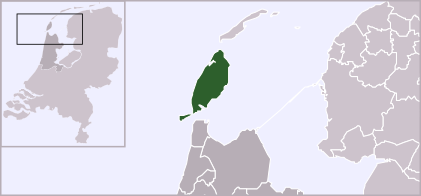
左上が北ホラント州全土、その上の緑の部分がテセル。

10月23日から24日にかけての夜、2隻のオランダ艦はすみやかに前進し、翌朝8時には、テセルの北西30海里（56キロ）の地点に達して、西の英仏海峡の方へ艦を勧めた。しかしその時、オランダ艦の視界に、新造艦であるイギリス艦シリウス（1066トン、1049ロングトン）の姿が飛び込んできた。このシリウスは38門艦とされていたが、実際には44門艦で、指揮官は、2年前のフランスのアイルランド遠征に参戦したリチャード・キング艦長であった。シリウスは、テセルに駐留しており、同等級か、あるいはより小型の艦の航路への侵入、あるいは退去のさまを監視していた。ファン・ナイロプの戦隊は、イギリスよりも数で勝ってはいたが、シリウスはこの2隻よりもはるかに大きくて速く、またオランダ戦隊は2隻の位置関係も災いしていた。2隻の間は2海里（3.7キロ）離れており、敵に対して互いに支援をするには離れすぎていた 。
キングの最初の標的は、2隻のうちでも小さくて速度の遅いワークザームハイトだった。この艦はフリエの風上にいて、フリエと連携するためには、風にさからって艦を進ませる必要があった。キングは当初の狙い通り、大きな方のフリエとの接触を避け、目まぐるしい速さでワークザームハイトと組み合い、9時にはシリウスをワークザームハイトに横付けにして、すぐさま降伏させるべく、砲撃を加えた。フリエは旗艦ワークザームハイトの救援に向かおうとはせず、より大きなシリウスに抵抗したが、それも徒労でしかなかった。キングはボートを出して、ワークザームハイトの乗員たちをそれに乗せ、シリウスのメインデッキの下に入れた。拿捕が一つ成功し、キングはすぐさまフーリエの追跡にかかった。フーリエは西の方に逃げ去ろうとしており、水平線のかなたに姿を消しかかっていた。その日が暮れるまで追跡は続いた。フリエはシリウスより速度が遅いため、逃げ切れることができず、17時までの午後いっぱい、シリウスは着実に、フーリエを射程内に追い詰めた。
キングの砲撃は激しかったが、フーリエの艦長プレッツも抵抗し、自艦の大砲で応戦しつつ逃亡を試み続けた。交戦は1時間半続いたが、両艦の間の距離はくるくると変わり、そのためプレッツは、シリウスの射程外に逃れるべく策を練ろうとした  。しかしイギリス艦の砲撃手は、オランダの砲撃手よりも腕がよく、オランダ艦上の、フランス兵のマスケット銃による狙撃は、シリウスにさほどの被害をもたらさなかった。両艦の距離は、マスケット銃が功を奏するには離れすぎていたのである。この結果、フリエが受けた損害と死傷者数は増したが、シリウスはかろうじて斜檣に一撃を食らい、負傷者を一人出しただけだった。17時30分ごろ、プレッツは降伏した。フリエでは8人が戦死、14人が負傷して、船体の損害もひどかった。キングは捕虜となったフーリエの乗員を移動させ、自艦に乗せて、その後拿捕したオランダ艦と共にノアの基地へと帰還した。

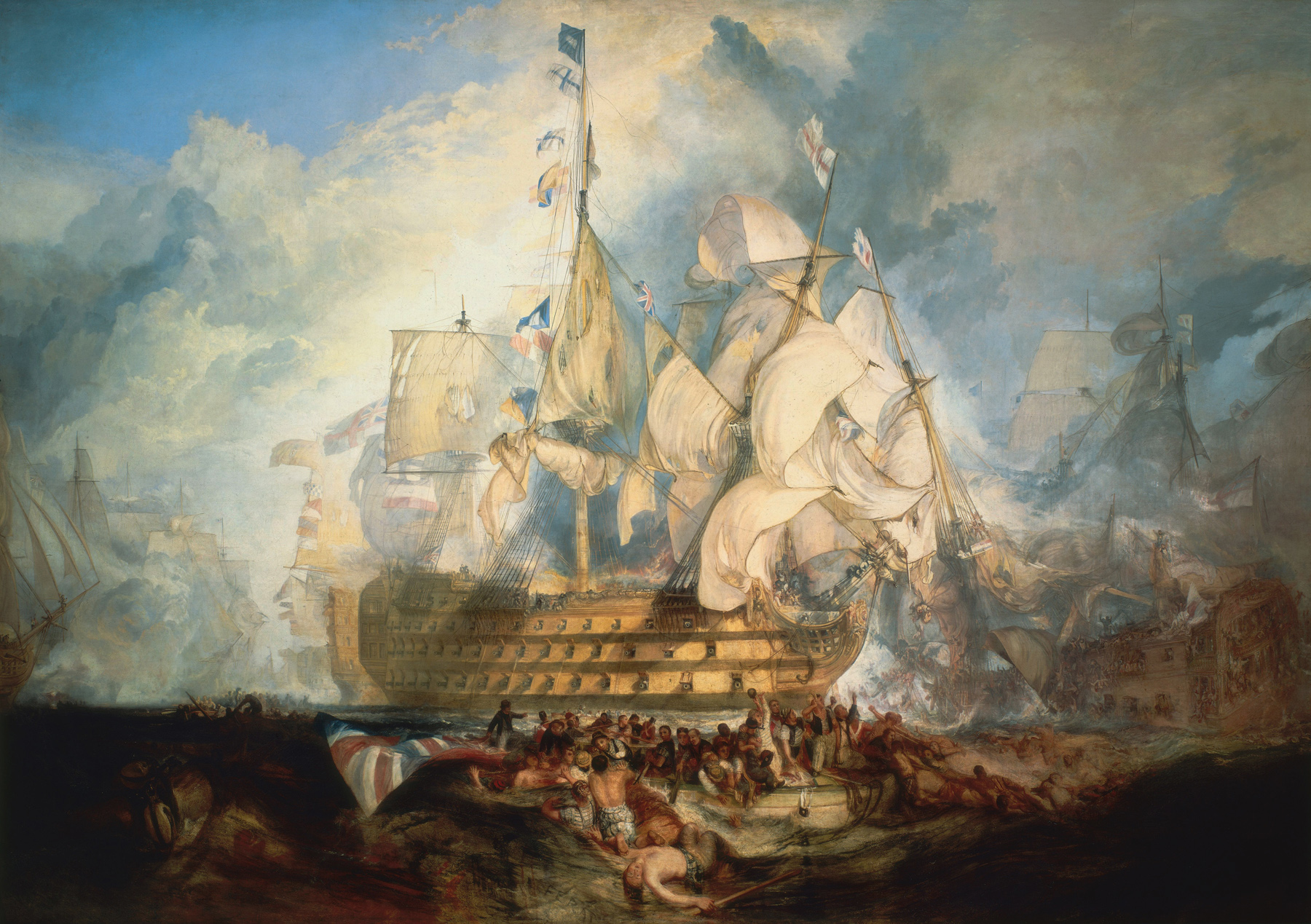
トラファルガーの海戦におけるアシル　ジョゼフ・マロード・ウィリアム・ターナー作

## アイルランド上陸の失敗とオランダ艦
オランダ艦2隻の拿捕により、ヨーロッパ大陸諸国が、フランス革命戦争での最後のアイルランド上陸の試みは終わった。フランス革命戦争後のナポレオン戦争では、ヨーロッパ諸国によるアイルランド上陸は行われなかった。フーリエとワークザームハイトは共にイギリス海軍に購入された。フーリエは、戦争前の名前のウィルヘルミアに戻され、ワークツアームハイトはそのままだった。このワークザームハイトは等級を改められ、砲数は20に減らされた。この艦の骨組みでは、24砲を運ぶだけの強さはないと判断されたからである。リチャード・キングは1802年までシリウスを指揮し、その後戦列艦アシルを指揮して、1805年のトラファルガーの海戦に参戦した。